# تپه کانی پاشا
تپه کانی پاشا مربوط به دوران پیش از تاریخ ایران باستان است و در شهرستان جوانرود، بخش روانسر، روستای کانی پاشا واقع شده و این اثر در تاریخ ۲۳ شهریور ۱۳۸۲ با شمارهٔ ثبت ۱۰۱۴۰ به‌عنوان یکی از آثار ملی ایران به ثبت رسیده است.